# Billy Haughton
William R. "Billy" Haughton, född 23 november 1923 i Gloversville i New York, USA, död 15 juli 1986 i Valhalla i New York, var en amerikansk travkusk och travtränare. Han är en av tre personer som tagit fyra segrar i Hambletonian Stakes, den enda som har tagit fem segrar i Little Brown Jug, och den enda som tagit sju segrar i Messenger Stakes. Under sin karriär tog han 4 910 segrar och körde in cirka 40 miljoner dollar. 

## Karriär
Haughton föddes i Gloversville i New York, och hans familj hade länge tävlat med hästar, innan de började syssla med sulkysport. I början på 1960-talet startade Haughton sin egen tränarrörelse. Hans främsta hästar var Rum Customer som vann Triple Crown of Harness Racing for Pacers 1968, Green Speed som utsågs till Harness Horse of the Year 1977 och Nihilator som utsågs till Harness Horse of the Year 1985. Tillsammans med Meadow Paige slog Haughton värdsrekord för passgångare över en mile, på tiden 1:55.2 (1.11,8) i ett time triallopp på The Red Mile i Lexington, 1967.

### Sverigebesök
Haughton deltog som tränare i 1974 års upplaga av Elitloppet på Solvalla, då han tränade hästen Spartan Hanover, som kördes av Johannes Frömming. Ekipaget kom på sista plats i kvalheat och kvalificerade sig därmed inte till finalheatet samma dag. Spartan Hanover segrade dock i tröstloppet Elitloppet Consolation. för de hästar som deltagit i försöksloppen till Elitloppet men som inte lyckats kvala in till finalen.
Som både tränare och kusk deltog han i 1976 års upplaga av loppet, tillsammans med Keystone Pioneer. Ekipaget kom på sjunde plats i kvalheat och kvalificerade sig därmed inte till finalheatet samma dag. Keystone Pioneer segrade dock i tröstloppet Elitloppet Consolation. Året efter vankades det revansch för Keystone Pioneer, och ekipaget segrade i sitt kvalheat, men diskvalificerades för galopp i finalheatet.
Haughtons son Peter deltog som kusk i både 1978- och 1979 års upplaga av loppet, då han körde hästarna Cold Comfort (1978) och Jurgy Hanover (1979) som tränades av Haughton. Bäst gick det för Jurgy Hanover slutade på tredje plats i sitt kvalheat och kvalificerade sig därmed till finalheatet samma dag. I finalheatet slutade ekipaget på sista plats. Cold Comfort diskvalificerades i sitt kvalheat och kvalificerade sig därmed inte till finalheatet samma dag.
Haughton deltog igen som både tränare och kusk i 1981 års upplaga av loppet, tillsammans med Burgomeister. Ekipaget segrade i sitt kvalheat och kvalificerade sig därmed inte till finalheatet samma dag. I finalheatet slutade de på sista plats.
Haughton deltog igen som tränare i 1985 års upplaga av loppet, då han tränade hästen Wholly Arnie, som kördes av Ron Waples. Ekipaget kom på sjätte plats i kvalheat och kvalificerade sig därmed inte till finalheatet samma dag.

## Privatliv
Haughton var gift med Dorothy Bischoff, och de hade tillsammans fem barn. Billy Haughton valdes in i United States Harness Racing Hall of Fame 1968. Han avled den 15 juli 1986 efter en olycka på Yonkers Raceway.
Haughtons son, Peter, som även var aktiv som kusk, dog i en bilkrasch 1980. Hans fru Dorothy dog den 31 mars 2019 i Newfields, New Hampshire.

## Större segrar i urval
| År   | Lopp                                   | Häst             | Kusk              | Tränare           |
| ---- | -------------------------------------- | ---------------- | ----------------- | ----------------- |
| 1955 | Little Brown Jug                       | Quick Chief      | Billy Haughton    | Billy Haughton    |
| 1955 | Cane Pace                              | Quick Chief      | Billy Haughton    | Billy Haughton    |
| 1956 | Messenger Stakes                       | Belle Action     | Billy Haughton    | Billy Haughton    |
| 1958 | American Trotting Classic              | Charming Barbara | Billy Haughton    | Billy Haughton    |
| 1962 | American Trotting Classic              | Duke Rodney      | Billy Haughton    | Edward T. Wheeler |
| 1964 | Little Brown Jug                       | Vicar Hanover    | Billy Haughton    | Billy Haughton    |
| 1967 | Adios Pace                             | Romulus Hanover  | Billy Haughton    | Billy Haughton    |
| 1967 | Cane Pace                              | Meadow Paige     | Billy Haughton    | Billy Haughton    |
| 1967 | Messenger Stakes                       | Romulus Hanover  | Billy Haughton    | Billy Haughton    |
| 1968 | Little Brown Jug                       | Rum Customer     | Billy Haughton    | Billy Haughton    |
| 1968 | Cane Pace                              | Rum Customer     | Billy Haughton    | Billy Haughton    |
| 1968 | Messenger Stakes                       | Rum Customer     | Billy Haughton    | Billy Haughton    |
| 1969 | Adios Pace                             | Laverne Hanover  | Billy Haughton    | Billy Haughton    |
| 1969 | Little Brown Jug                       | Laverne Hanover  | Billy Haughton    | Billy Haughton    |
| 1972 | Messenger Stakes                       | Silent Majority  | Billy Haughton    | Billy Haughton    |
| 1974 | Adios Pace                             | Armbro Omaha     | Billy Haughton    | Billy Haughton    |
| 1974 | Elitloppet Consolation                 | Spartan Hanover  | Johannes Frömming | Billy Haughton    |
| 1974 | Hambletonian Stakes                    | Christopher T.   | Billy Haughton    | Billy Haughton    |
| 1974 | Little Brown Jug                       | Armbro Omaha     | Billy Haughton    | Billy Haughton    |
| 1974 | Messenger Stakes                       | Armbro Omaha     | Billy Haughton    | Billy Haughton    |
| 1975 | Messenger Stakes                       | Bret's Champ     | Billy Haughton    | Billy Haughton    |
| 1976 | Elitloppet Consolation                 | Keystone Pioneer | Billy Haughton    | Billy Haughton    |
| 1976 | Hambletonian Stakes                    | Steve Lobell     | Billy Haughton    | Billy Haughton    |
| 1976 | Yonkers Trot                           | Steve Lobell     | Billy Haughton    | Billy Haughton    |
| 1976 | Messenger Stakes                       | Windshield Wiper | Billy Haughton    | Billy Haughton    |
| 1976 | American Trotting Classic              | Keystone Pioneer | Billy Haughton    | Billy Haughton    |
| 1977 | Copenhagen Cup                         | Keystone Pioneer | Billy Haughton    | Billy Haughton    |
| 1977 | Hambletonian Stakes                    | Green Speed      | Billy Haughton    | Billy Haughton    |
| 1977 | Yonkers Trot                           | Green Speed      | Billy Haughton    | Billy Haughton    |
| 1978 | Maple Leaf Trot                        | Cold Comfort     | Peter Haughton    | Billy Haughton    |
| 1978 | American Trotting Classic              | Keystone Pioneer | Billy Haughton    | Billy Haughton    |
| 1979 | Maple Leaf Trot                        | Cold Comfort     | Billy Haughton    | Billy Haughton    |
| 1979 | American Trotting Classic              | Jurgy Hanover    | Peter Haughton    | Billy Haughton    |
| 1980 | Hambletonian Stakes                    | Burgomeister     | Billy Haughton    | Billy Haughton    |
| 1984 | Breeders Crown 3YO Filly Pace          | Naughty But Nice | Tommy Haughton    | Billy Haughton    |
| 1985 | Hambletonian Stakes                    | Speed Bowl       | Tommy Haughton    | Billy Haughton    |
| 1985 | Breeders Crown 2YO Filly Pace          | Caressable       | Hervé Filion      | Billy Haughton    |
| 1985 | Breeders Crown 3YO Colt & Gelding Pace | Nihilator        | Bill O'Donnell    | Billy Haughton    |